# Erzbistum Madrid
Das Erzbistum Madrid (lateinisch Archidioecesis Matritensis, spanisch Archidiócesis de Madrid) ist ein Erzbistum der römisch-katholischen Kirche mit Sitz in der spanischen Hauptstadt Madrid, deren Stadtgebiet im Wesentlichen das Territorium des Erzbistums bildet.

## Geschichte
Das Bistum wurde zunächst unter dem Namen Madrid-Alcalá am 7. März 1885 aus dem Erzbistum Toledo ausgegliedert und am 25. März 1964 durch Papst Paul VI. mit der Apostolischen Konstitution Romanorum Pontificum zum Erzbistum ohne Sitz eines Metropoliten erhoben. Am 23. Juli 1991 wurde durch die von Johannes Paul II. verfügte Apostolische Konstitution Cum Venerabilis die Kirchenprovinz Madrid geschaffen und das Erzbistum Madrid zum Metropolitanerzbistum erhoben, von dem seinerseits die Bistümer Alcalá de Henares und Getafe abgetrennt und als Suffragandiözesen unterstellt wurden.
Das Erzbistum Madrid ist seit Vicente Enrique y Tarancón 1971 traditionell mit der Kardinalswürde verbunden.